# Achaetomium umbonatum
Achaetomium umbonatum är en svampart som beskrevs av K. Rodr., Stchigel & Guarro 2004. Achaetomium umbonatum ingår i släktet Achaetomium och familjen Chaetomiaceae.   Inga underarter finns listade i Catalogue of Life.